# Koronisia
Koronisìa (in greco Κορωνησίας?) è un modesto villaggio di pescatori che si trova nella Grecia settentrionale, precisamente nella prefettura di Arta, nella regione dell'Epiro, che confina con l'Albania. In questa regione si trova il vasto Golfo di Anvrachìa, costituito da mare e lagune, protetto dall'UNESCO perché qui vengono a riprodursi varie specie di uccelli acquatici, fra i quali il pellicano d'argento. Koronisìa è uno dei villaggi nati sulle coste questo golfo. Per raggiungerla si percorrono circa 25 chilometri su una strada che parte dalla città di Arta e si addentra nel grande golfo. Fino ai primi del Novecento era un'isola, ma durante il periodo fascista fu costruita una strada che la collegò ad Arta, la città ad essa più vicina. Si racconta che un colonnello greco si innamorò di quest'isola e dette l'ordine di costruire una strada nel golfo che la collegasse alla terraferma. Ha tutte le caratteristiche di un'isola ed è anche chiamata "l'isola verde", per la sua ricchissima vegetazione endemica ed anche coltivata: eucalipti, olivi secolari, cipressi, palme, mirto, fiori, limoni, aranci amari e dolci, mandarini.

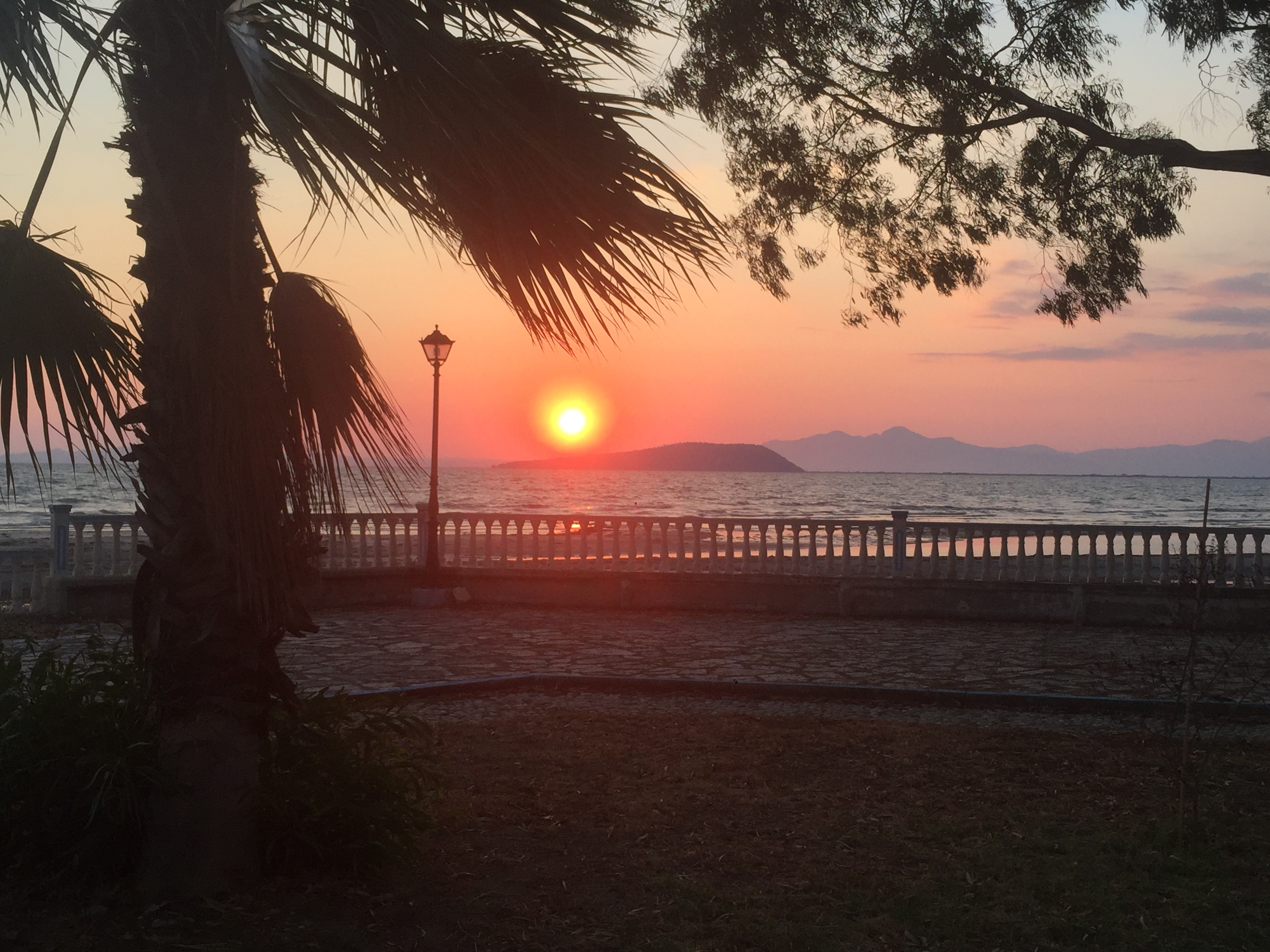
Tramonto a Koronisia

## Storia
Nel Medio Evo Koronisìa apparteneva alla chiesa, vi era infatti un convento e vi fu costruita una chiesa che ancora oggi fa bella mostra di sé sul punto più alto dell'isola, chiesa costruita 1000 anni fa, esempio di puro stile bizantino, presente in tutti i libri di storia dell'arte.
Di fronte alla chiesa c'è in pozzo miracoloso:racconta la leggenda che Sant'Onofrio fece scaturire l'acqua in quel punto.
Vi si trova anche un piccolo forte turco costruito durante la dominazione turca come luogo di osservazione del golfo.
Oggi il villaggio è costituito da circa 80 famiglie di pescatori che hanno una loro cooperativa e riforniscono di pesce i mercati ittici della regione.
D'estate il vento maestrale soffia regolarmente dalle 13 alle 18 ed è particolarmente amato dai surfisti per la sua regolarità: il wind-surfing è molto popolare.